# Germano (chimica)
Il germano, o tetraidruro di germanio, è il composto binario del germanio tetravalente con l'idrogeno, avente la formula molecolare GeH4; analogo al silano SiH4 e al metano CH4, è con questi isoelettronico di valenza e isostrutturale: come per questi ultimi, la molecola è esattamente tetraedrica.
È un gas incolore, di odore pungente e decisamente sgradevole, tossico, potenzialmente piroforico, che brucia all'aria per formare diossido di germanio (analogo alla silice) e acqua. Pur essendo piuttosto reattivo, lo è meno del silano.

## Fonti naturali
Del germano è stato individuato nell'atmosfera di Saturno e di Giove, per quest'ultimo grazie alle misurazioni della sonda Voyager 1, che ha anche individuato notevoli quantità di ammoniaca, metano, fosfina e acqua.

## Uso industriale
Il gas si decompone a ~600 °C in Ge elementare e idrogeno, questa caratteristica consente il suo uso per la crescita epitassiale del germanio purissimo, di grado semiconduttore.